# Ivica Šurjak
Ivan – Ivica Šurjak (Split, 23. ožujka 1953.) umirovljeni je hrvatski nogometaš.
Krenuo je s nogometom 1964. kada ga je sestra odvela na probu trenerima Kačiću i Mladiniću. Kao junior bio je miljenik Tomislava Ivića kome je uzvraćao profesionalnošću i zalaganjem na treninzima i utakmicama. 9. rujna 1970. odigrao je prvu seniorsku utakmicu, prijateljski susret protiv Omiša (4:0), a prvu službenu utakmicu odigrao je 3. listopada naredne godine protiv Partizana u Splitu, te postigao pobjedonosni pogodak. Od tad je dio velike generacije Hajduka koja je bilježila sjajne rezultate u jugoslavenskoj ligi. Bio je motorna snaga splitskog Hajduka u vrijeme dok je klub sa Starog placa harao SFR Jugoslavijom i Europom. Počeo je kao lijevo krilo, ali je vremenom postao univerzalac, prototip modernog nogometaša koji može igrati na svim pozicijama podjednako uspješno. Vrlo brz i visok, izvanredna driblinga i pokretljivosti pokrivao je skoro tri četvrtine terena te bio glavna napadačka poluga momčadi. Uz to, igrao je redovito bez većih ozljeda, te uvijek bio pun energije i borbenosti, postavivši se kao vođa i kapetan. Do 1981. u "bilom" je dresu, brojeći europske i sve domaće utakmice, nastupio 487 puta i postigao 127 golova.
Uz 3 susreta u kojima zabija 1 pogodak, odigrao je 54 utakmica za momčad tadašnje države i svojim nogometaškim umijećem potpuno potisnuo u drugi plan srpsku igračku legendu Dragana Džajića. Zbog toga su ga navijači u Beogradu uvijek dočekivali salvom zvižduka. Popularni Šure je odgovarao u svom stilu: nezadrživim prodorima po boku izluđivao je braniče Zvijezde i Partizana i svom Hajduku donosio vrijedne pobjede.
Karijeru je nastavio u Parizu, nakon što je za otprilike 3 milijuna franaka prešao u redove PSG-u i Udinama, ali će ostati upamćen po tome što je odbio basnoslovne ponude američkog Kosmosa i madridskoga Reala. U Udineseu je igrao rjeđe zbog toga što je svlačionicu djelio s brazilskim zvijezdama Zicom i Edinhom. 
U razdoblju od 1999. do 2003. obnašao je funkciju sportskog direktora Hajduka, a od travnja 2007. na funkciji je generalnog menadžera kluba.
1980. godine Šurjak je snimio disco uradak Ni ljubav nije što je bila.

## Nogometni uspjesi
- prvak Jugoslavije 1974., 1975. i 1979. – Hajduk
- doprvak Jugoslavije 1976. i 1981. – Hajduk
- pobjednik Kupa Jugoslavije 1972., 1973., 1974., 1976. i 1977. – Hajduk
- pobjednik francuskog Kupa 1982. – PSG.

Statistika u Hajduku
| Natjecanje        | Nastupi | Zgoditci |
| ----------------- | ------- | -------- |
| Prvenstvo         | 268     | 56       |
| Kup               | 28      | 6        |
| Superkup          | 0       | 0        |
| Međunarodne       | 36      | 9        |
| Splitski podsavez | 0       | 0        |
| Ukupno            | 332     | 71       |
| Prijateljske      | 172     | 70       |
| Sveukupno         | 504     | 141      |